# Pete Conrad
Charles "Pete" Conrad Jr. (Filadélfia, 2 de junho de 1930 – Ojai, 8 de julho de 1999) foi um astronauta norte-americano veterano de quatro missões espaciais e o terceiro homem a pisar na Lua, no comando da Apollo 12. Também integrou e comandou missões dos projetos Gemini e Spacelab.

## Biografia
Sofrendo de dislexia desde a infância, uma condição ainda pouco conhecida na época, apesar de ser considerado uma criança esperta e inteligente, ele nasceu numa família rica que perdeu quase todas as suas posses durante a Grande Depressão. Seu pai, Charles Sr, acabou deixando a família.:43 Ele cursou a Harverford School para os ensinos básicos, que toda sua família havia anteriormente cursado, mas a dislexia o fez ter grandes dificuldades nos estudos e acabou sendo expulso dela por repetição de ano.:35, 43 Sua mãe recusou-se a admitir que o filho não tinha capacidade e o matriculou numa escola mais apropriada para lidar com seu problema, a Darrow School, no distrito de Columbia, onde ele aprendeu uma maneira de lidar melhor com a doença e formou-se com louvores, sendo admitido na Universidade de Princeton para os estudos superiores e ainda conseguindo uma bolsa de estudos completa para o Naval Reserve Officers Training Corps (ROTC).:64–67
Seu contato com a aviação começou aos 15 anos, quando trabalhou durante as férias de verão no Aeroporto de Paoli, na Pensilvânia, aparando gramados, varrendo chão e outros pequenos serviços para voos de avião e tendo horários ocasionais de instrução. Ele foi aprendendo mais sobre mecânica e funcionamento de aeronaves e motores de aeronaves e, em seguida, graduou-se em pequenos trabalhos de manutenção. Aos 16 anos, Conrad dirigiu quase 100 milhas (160 km) para ajudar um instrutor de voo cujo avião tinha sido forçado a fazer um pouso de emergência; ele consertou o avião sozinho. Depois disso, o instrutor lhe deu as lições de voo que precisava para obter o certificado de piloto e ele conseguiu a qualificação antes mesmo de se formar no ensino médio.:54–59 Ele continuou a voar durante seu período na universidade e formou-se em engenharia aeronáutica em 1953.  Comissionado pelo ROTC, foi enviado para treino na Estação Aeronaval de Pensacola, na Flórida, onde se qualificou como aviador naval em 1954. Serviu em porta-aviões e como instrutor de voo de caças da marinha em bases no Golfo do México.
Em 1957 ele se inscreveu e foi aceito pela reputada Escola de Pilotos de Teste Navais dos Estados Unidos, em Patuxent River, Maryland, onde conheceu e teve como colegas de classe seus futuros companheiros astronautas Walter Schirra e Jim Lovell. Formando-se no ano seguinte, tornou-se piloto de testes da marinha.:83,146 Durante seu período na escola de pilotos, ele foi convidado para tomar parte no primeiro grupo de seleção de astronautas para a recém-criada NASA – o "Mercury Seven" – e como os demais candidatos, passou por vários dias do que eles consideraram ser testes médicos e psicológicos invasivos, humilhantes e desnecessários e, ao contrário dos demais, ele se rebelou contra o regime. Ao fim do processo de seleção, ele foi recusado com a anotação de "não-adequado para voos de longa duração".
Após este episódio em seu primeiro contato com a NASA, Conrad voltou para a Marinha e serviu no USS Ranger como piloto de F-4 Phantom. Tempos depois, a NASA iniciou um segundo processo de seleção de astronautas e Conrad foi procurado por seu amigo Alan Shepard, um veterano do projeto Mercury, que o reputava como grande piloto naval e de testes, e que o convenceu a se reinscrever. Desta vez, Conrad achou os testes médicos menos invasivos e, em julho de 1962, passou a fazer parte do corpo de astronautas da agência espacial. Ao momento de sua admissão, ele tinha acumulado mais de 6 500 horas de voo, 5 000 delas em caças a jato.

### NASA
"Pete" Conrad entrou para a equipe de astronautas da NASA em 1962 e logo foi considerado um dos melhores pilotos do grupo, o que o levaria a ser selecionado para integrar o projeto Gemini, sucessor do Mercury e onde cada nave espacial levaria dois homens ao espaço. Foi ao espaço pela primeira vez em agosto de 1965 na Gemini V, junto com o comandante Gordon Cooper, outro veterano do Mercury, e onde estabeleceram o então recorde de permanência no espaço num total de oito dias, suplantando em cinco dias o recorde soviético e chegando ao tempo considerado necessário para uma viagem de ida e volta à Lua. Em setembro de 1966 voltou ao espaço comandando a Gemini XI, que se acoplou em órbita com um foguete Agena, em treinamento para um futuro acoplamento entre o módulo de comando das Apollo com o módulo lunar. Nesta missão ele também estabeleceu outro recorde, o de maior apogeu em órbita terrestre com um apogeu total  de
1369 km, existente ainda hoje.

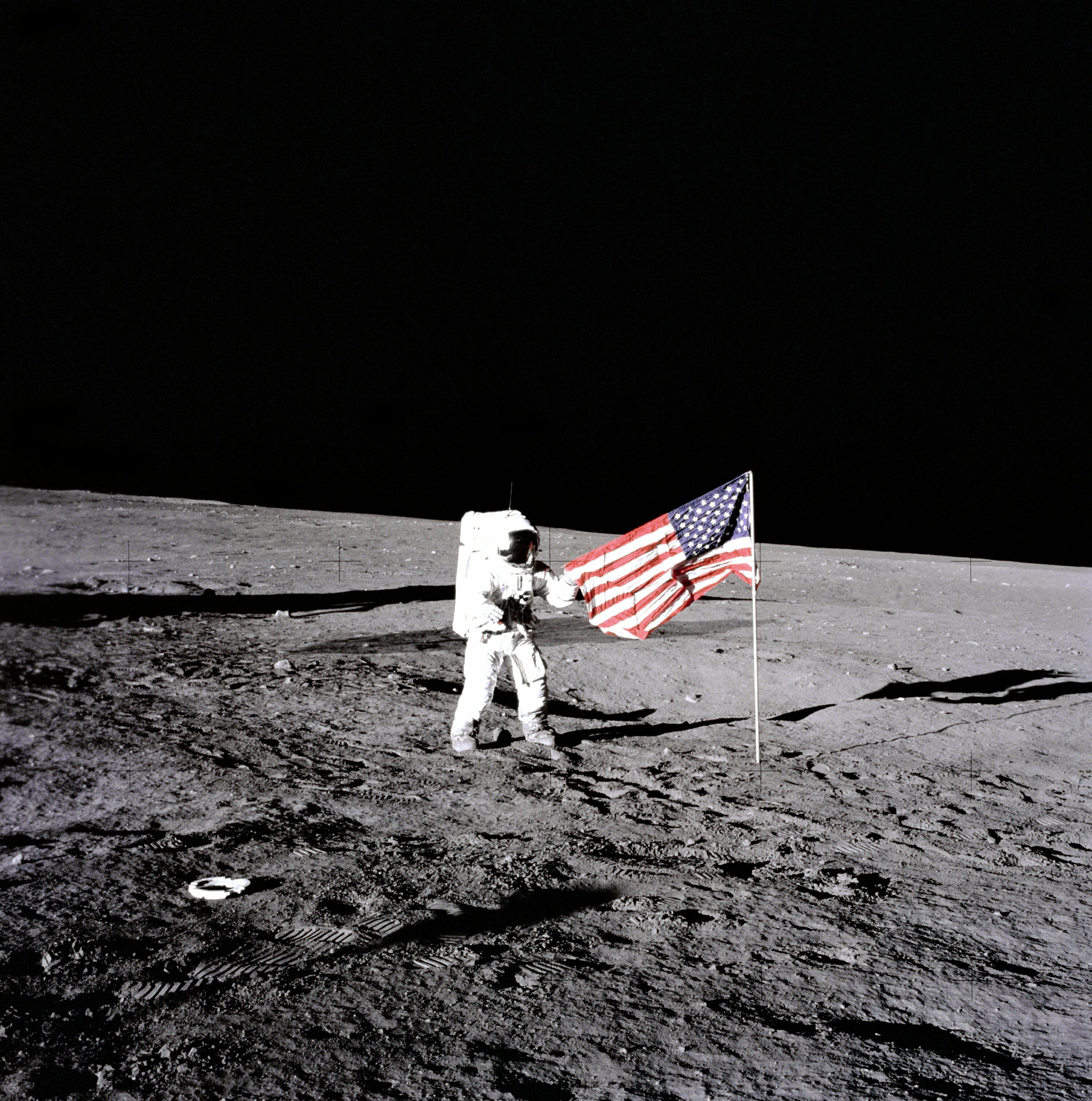
Charles "Pete" Conrad hasteia a bandeira americana na Lua.

Em dezembro de 1966, Conrad foi designado para comandar a tripulação reserva do primeiro voo em órbita terrestre do projeto Apollo completo, incluindo o módulo lunar. Com os atrasos na finalização do módulo, esta missão virou a Apollo 8, a primeira a entrar em órbita lunar, sem módulo acoplado. Com isso, ele passou a comandar a tripulação reserva da Apollo 9 – cuja tripulação principal faria o voo orbital com o módulo. A prática de Donald Slayton, o chefe do Departamento de Astronautas e responsável pela escalação e rodízio de tripulações, determinava que a tripulação reserva de um voo fosse a tripulação titular do terceiro voo seguinte. Não houvesse o atraso anterior e a mudança de tribulações reservas entre as Apollo 8 e Apollo 9 ,"Pete" Conrad teria sido o primeiro homem a pisar na Lua, comandando a Apollo 11 no lugar de Neil Armstrong.
Em 14 de novembro 1969, no comando da Apollo 12, junto com os astronautas Alan Bean e Richard Gordon, ele foi lançado em direção à Lua e cinco dias depois realizou a primeira alunissagem num local pré-determinado pela NASA, a cratera onde havia descido anos antes a sonda espacial não-tripulada Surveyor 3, para recolher seus equipamentos expostos há dois anos às condições lunares, e trazê-los de volta para estudo na Terra. Sua frase ao pisar na Lua é a mais divertida da saga espacial. Baixinho, com 1,69 de altura, em contraste com a solenidade de Neil Armstrong no voo anterior, Conrad exclamou: 
| “ | Este pode ter sido um pequeno passo para Neil, mas para mim é enorme. Iuuupiii! | ” |

Mais tarde ele revelaria que disse isso para ganhar uma aposta de US$ 500 dólares com a jornalista italiana Oriana Fallaci, que acreditava que as palavras ditas pelos astronautas nesse momento não eram próprias mas parte de um roteiro pré-escrito pela NASA. Fallaci estava até então convencida que a frase "este é um pequeno passo para o homem" de Armstrong na Apollo 11 havia sido escrita para ele e não tinha partido dele próprio. Fallaci nunca pagou a aposta.
Após a saga lunar, Conrad voltou ao espaço pela quarta vez para comandar a tripulação da Skylab 2, a primeira estação espacial tripulada em órbita dos Estados Unidos. A estação lançada antes sem tripulação havia sido danificada quando um escudo contra micrometeoritos se partiu, levando dois painéis solares com ele e danificando o restante que não conseguiu abrir. Ele e sua tripulação consertaram o dano em duas caminhadas espaciais. Eles também ergueram um "parasol" no escudo, de maneira a proteger a estação da intensa radiação solar, função que era do escudo perdido. Sem isso, a estação não teria condições de operar. Por este feito, em 1978 o presidente Jimmy Carter o condecorou com a Medalha de Honra Espacial do Congresso.

### Pós-NASA
Conrad se aposentou da NASA e da Marinha em 1973 e foi trabalhar na iniciativa privada, como vice-presidente de operações da American Television and Communications Company, que desenvolvia um novo sistema de operações de TV a cabo. Em 1976 aceitou o convite para trabalhar na McDonnell Douglas onde chegou ao cargo de vice-presidente executivo. Em 1996, com seu espírito de aventura ainda presente, fez parte da tripulação de um Learjet que quebrou o recorde de tempo de voo ao redor do mundo (49h 26min 08s).
Menos de três semanas antes das comemorações do trigésimo aniversário do primeiro pouso na Lua, em julho de 1999, Conrad, que aos 69 anos ainda pilotava motocicletas em viagens com amigos, sofreu um acidente fatal caindo de uma delas numa estrada da Califórnia, no Condado de Ventura, e morreu de hemorragia interna seis horas depois do acidente. Foi enterrado com honras no Cemitério Nacional de Arlington, em  Washington, D.C., com a presença de vários astronautas da era Apollo na cerimônia. Na lápide de seu túmulo, abaixo de seu nome, foi escrito a dedicatória: "Um original".